# Чарли и Лола
«Чарли и Лола» (англ. Charlie and Lola) — британский анимационный детский телесериал, основанный на одноимённой книге Лорейн Чайлд (Lauren Child), производившийся студией Tiger Aspect Productions. Транслировался на телеканале CBeebies с 7 ноября 2005 по 24 апреля 2008 года. В анимации использован стиль коллажа, который имитирует стиль оригинальных книг.

## Синопсис
У Чарли есть младшая сестра Лола, которую он описывает как «маленькую и очень забавную» («small and very funny»). Лола часто попадает в ситуации, которые сама (по неосторожности) создаёт. Эти ситуации иногда комичны, но часто отражают реальные проблемы, с которыми могут столкнуться дети младшего возраста, такие как потеря лучшего друга, неполучение желаемой роли в школьном спектакле или чрезмерное волнение по поводу предстоящего мероприятия и его случайный срыв. 
Когда возникают подобные ситуации, Чарли обычно приходится решать свои проблемы с помощью воображения или креативных методов или объяснять Лоле, где она допустила ошибку. Это особенно наглядно продемонстрировано в дебютном эпизоде «Я никогда не буду есть помидор» («I Will Not Ever Never Eat a Tomato»), где Чарли притворяется, что её наименее любимые блюда (такие как морковь, картофельное пюре, рыбные палочки и помидоры) являются более фантастическими, чтобы побудить её есть их, например, «апельсиновые веточки с Юпитера» и «океанские лакомства из подводного супермаркета». Это может побудить маленьких детей есть определённые полезные продукты, которые в противном случае показались бы им нежелательными. 
Во многих эпизодах лучшая подруга Лолы Лотта, воображаемый друг Лолы Сорен Лоренсон и лучший друг Чарли Марв так или иначе оказываются вовлечены в это дело. Хотя взрослые упоминаются в диалогах, физически никто из них не появлялся в мультсериале. 

## Персонажи

### Главные
- Чарли Соннер (озвучен Джетро Ланди-Брауном в 1-й серии, Дэниелом Майерсом во 2-й и Ориэлем Аграноффом в 3-й) — 7-летний брат Лолы, обладающий богатым воображением и готовый помочь. У него платиновые светлые волосы, как у Лолы. Чарли часто просят присмотреть за Лолой, и ему иногда приходится придумывать творческие способы занять её. Он часто ломает четвёртую стену, рассказывая о Лоле зрителям.

- Лола Соннер (её озвучивают Мэйси Коуэлл в 1-й серии, Клементина Коуэлл во 2-й и Холли Кэллауэй в 3-й) — 4-летняя девочка с богатым воображением и причудами[5]. Лола — младшая сестра Чарли и лучшая подруга Лотты. Её брат Чарли описывает её как «маленькую и очень забавную». Обычно она носит голубые заколки-бабочки и у неё короткие светлые волосы. Она любит играть, часто бывает королевой драмы, и у неё есть воображаемый друг по имени Сорен Лоренсон.

- Марв Лоу (озвучивает Райан Харрис) — лучший друг Чарли. У него есть младший брат по имени Мортен и старший брат по имени Марти. У Марва есть такса по кличке Сиззлз и ручная мышка по кличке Писк.

- Лотта (озвучивает Морган Гейл) — лучшая подруга Лолы, афробританка с чёрными вьющимися волосами. Познакомившись в школе, они быстро подружились и проводят много времени вместе. Лотта обычно следует примеру Лолы и в восторге от Чарли, Марва и Сиззлза.

- Сорен Лоренсон (озвучен Стэнли Стрит) — воображаемый друг Лолы, изображённый монохромным и полупрозрачным. Когда Лола и Сорен Лоренсон играют, он довольно детализирован. Когда кто-то прерывает их, детали сохраняются, но он становится более неизвестным.

### Второстепенные
- Минни Ридер (озвучивает Кэти Хеджес) — девочка из класса Лолы и Лотты. Она носит очки и любит морских свинок и пони. Минни часто можно увидеть с Эви.
- Мортен Лоу (озвучивает Маколи Кипер) — младший брат Марва и друг Лолы. Он довольно застенчивый, но как только начинает играть, с ним становится очень весело.
- Арнольд Вульф (озвучивает Эоин О'Саливан) — сосед Лолы. Он появляется только в нескольких эпизодах. В серии «Я безумно кипячусь» («I'M Extremely Absolutely Boiling») Арнольд роняет мороженое Лолы, из-за чего Лола приходит в ярость и отказывается с ним дружить, но он заглаживает свою вину, разрешая ей пользоваться его детским бассейном.
- Эви (озвучивает Лара Майерс) — девочка из класса Лолы и Лотты. У нее рыжие волосы, которые она заплетает в косички. Она также носит юбку, рубашку с длинными рукавами и полосатые колготки.
- Мама и папа — родители Чарли и Лолы. Как и всех других взрослых персонажей, их никогда не видят, но упоминают.
- Бабушка и дедушка — бабушка и дедушка Чарли и Лолы. Бабушка рисует в качестве хобби, а дедушка, похоже, хорошо разбирается в лошадях. Как и в случае со всеми остальными взрослыми персонажами, о них говорят, но никогда не видят[6].

## Стиль анимации
В телесериале используется коллажный стиль анимации, который отражает стиль оригинальных книг. 2D Flash-анимация, вырезание из бумаги, дизайн ткани, реальные текстуры, фотомонтаж и архивные кадры — всё это используется и впоследствии анимируется в программных приложениях Adobe Animate, ToonBoom, Adobe Flash, Adobe After Effects и CelAction2D.
Сериал также примечателен тем, что в нём используются голоса детей, а не взрослых актёров, а также тем, что в нём не показаны взрослые — оба метода были впервые применены в специальных телевизионных выпусках Peanuts.